# 선더버드 (텔레비전 프로그램)
선더버드(영어: Thunderbirds)는 영국의 SF 텔레비전 시리즈이다. 게리 앤더슨과 실비아 앤더슨이 만들고, 'AP 영화(시즌 1) 및 Century 21 Productions(시즌 2)'에서 제작, ITC 엔터테인먼트에서 배급하였다. 1964년에서 1966년 사이에 촬영되었는데, '수퍼마리오네이션'이라 불리는 줄인형과 함께 축척 모형의 특수 효과 장면들을 혼합하는 방법을 사용하였다. 두 차례의 시리즈물과 50분 분량에 32편의 방송분이 촬영되었다. 작품의 제작은 앤더슨의 재정 후원자 루 그레이드가 미국의 텔레비전 네트워크와의 판매 협상에 실패하면서 중단되었다.